# 4 × 100 meter stafett för herrar i friidrott vid olympiska sommarspelen 2024

Officiell video på loppet.

Herrarnas 4 x 100 meter stafett vid olympiska sommarspelen 2024 avgjordes den 8 och 9 augusti 2024 på Stade de France i Paris, Frankrike. 16 nationer deltog i tävlingen. Det var 26:e gången grenen fanns med i ett OS och den har funnits med i varje OS sedan 1912.
Inför OS var USA favorit att vinna grenen. De hade vunnit kvalificeringstävlingen World Athletics Relay i maj och satt säsongsbästa. Att sedan tre amerikanska löpare tog sig till finalen i 100 meter och Noah Lyles och Fred Kerley vann guld respektive brons gjorde att favoritskapet blev möjligen ännu större.
Saker och ting förändrades när Lyles slutade trea på 200 meter, utan sin vanliga snabba avslutning. Efter loppet berättade han att han hade diagnostiserats med covid-19 två dagar tidigare och att han skulle hoppa av stafetten. Men även med avbytare visade sig USA vara det starkaste laget i kvalheaten.
I finalen startade amerikanen Christian Coleman bra och drog ifrån fransmanen Méba-Mickaël Zeze och britten Jeremiah Azu på banorna närmast sig. Längst ut drog också Kanadas Aaron Brown ifrån Kinas Deng Zhijian. Vid den första växligen började USA:s Kenneth Bednarek springa alldeles för tidigt och fick nästan stanna helt för att överlämningen skulle ske inom växlingszonen. Det gav Storbritanniens Louie Hinchliffe och Japans stjärna Abdul Hakim Sani Brown möjlighet att springa förbi USA. Kanadas Jerome Blake fortsatte att öka gapet till Kinas starkaste löpare Xie Zhenye, medan Sydafrikas Shaun Maswanganyi hamnade på efterkälken. Runt den sista kurvan susade japanen Yoshihide Kiryū förbi alla och efter den utmärkta underhandsväxlingen till Koki Ueyama vid tredje växlingen hamnade Japan i ledningen på raksträckan.
Italiens Lorenzo Patta hann ikapp Kanadas Brendon Rodney precis innan de skulle växla. Efter den tredje växlingen var Sydafrikas Akani Simbine och Frankrike Pablo Matéo jämna, marginellt före Storbritanniens Zharnel Hughes, och närmade sig Italiens Filippo Tortu och Kanadas sexfaldiga OS-medaljör Andre De Grasse som var tre meter bakom den ledande japanen Ueyama. De Grasse och Tortu plockade snabbt av Ueyama men på upploppet närmade sig Simbine och Hughes snabbt. De passerade först förbi Ueyama och sedan Tortu. Simbine behöll ett litet övertag på Hughes för att ge Sydafrika silvret över Storbritanniens brons, men han var inte tillräckligt snabb för att komma ikapp De Grasse för guldet. Det amerikanska laget korsade mållinjen som sjua, bara för att få veta att de hade blivit diskvalificerade. Överlämningen av stafettpinnen mellan Coleman och Bednarek hade skett utanför växlingszonen.
| Spel                            | Guld                                                       | Silver                                                           | Brons                                                                                    |
| Herrarnas 4 x 100 meter stafett | Kanada                                                     | Sydafrika                                                        | Storbritannien                                                                           |
| Herrarnas 4 x 100 meter stafett | Aaron Brown, Jerome Blake, Brendon Rodney, Andre De Grasse | Bayanda Walaza, Shaun Maswanganyi, Bradley Nkoana, Akani Simbine | Jeremiah Azu, Louie Hinchliffe, Nethaneel Mitchell-Blake, Zharnel Hughes, Richard Kilty* |

* Löparen deltog bara i kvalet.

## Kvalificering till OS-grenen
Till herrarnas 4 x 100 meter stafett kvalificerade sig fjorton lag genom tävlingen World Athletics Relays 2024. Den hölls i Nassau, Bahamas den 4 och 5 maj 2024 och fungerade som kval till stafettgrenarna vid olympiska spelen 2024. Ytterligare två platser gick till nationer som hade högst världsrankning men inte redan var kvalificerade. Kvalificeringsperioden pågick mellan den 1 juli 2023 och den 30 juni 2024.
| Kvalificering via           | Antal | Nationer |
| --------------------------- | ----- | --- |
| World Athletics Relays 2024 | 14    | Australien Frankrike Ghana Italien Japan Jamaica Kanada Kina Liberia Nigeria Storbritannien Sydafrika Tyskland USA |
| Världsrankning              | 2     | Brasilien Nederländerna                                                                                            |
| Totalt                      | 16    | |

## Schema
Alla tider är CET.
| Datum          | Tid   | Omgång |
| -------------- | ----- | ------ |
| 8 augusti 2024 | 11:35 | Kval   |
| 9 augusti 2024 | 19:47 | Final  |

## Rekord
Innan tävlingens start fanns följande rekord:
| Rekord           | Nation                                                        | Tid (s) | Plats                  | Datum           |
| ---------------- | ------------------------------------------------------------- | ------- | ---------------------- | --------------- |
| Världsrekord     | Jamaica Nesta Carter, Michael Frater, Yohan Blake, Usain Bolt | 36,84   | London, Storbritannien | 11 augusti 2012 |
| Olympiskt rekord | Jamaica Nesta Carter, Michael Frater, Yohan Blake, Usain Bolt | 36,84   | London, Storbritannien | 11 augusti 2012 |
| Säsongsbästa     | USA Courtney Lindsey, Kenny Bednarek, Kyree King, Noah Lyles  | 37,40   | Nassau, Bahamas        | 5 maj 2024      |

| Område                                   | Tid (s)    | Idrottare                                                                           | Nation         |
| ---------------------------------------- | ---------- | ----------------------------------------------------------------------------------- | -------------- |
| Afrika                                   | 37,65      | Thando Dlodlo, Simon Magakwe, Clarence Munyai, Akani Simbine                        | Sydafrika      |
| Asien                                    | 37,43      | Shuhei Tada, Kirara Shiraishi, Yoshihide Kiryū, Abdul Hakim Sani Brown              | Saudiarabien   |
| Europa                                   | 37,36      | Adam Gemili, Zharnel Hughes, Richard Kilty, Nethaneel Mitchell-Blake                | Storbritannien |
| Nordamerika, Centralamerika och Karibien | 36,84 0VR0 | Nesta Carter, Michael Frater, Yohan Blake, Usain Bolt                               | Jamaica        |
| Oceanien                                 | 38,17      | Paul Henderson, Tim Jackson, Steve Brimacombe, Damien Marsh                         | Australien     |
| Sydamerika                               | 37,72      | Rodrigo do Nascimento, Vitor Hugo dos Santos, Derick Silva, Paulo André de Oliveira | Colombia       |

## Resultat
Noteringarnas förklaring finns längst ner.

### Kval
De tre första teamen i varje heat 0Q0 plus två team på tid 0q0 gick vidare till final.

#### Kval 1
| Placering | Bana | Nation         | Tävlande                                                                | Tid   | Noteringar |
| --------- | ---- | -------------- | ----------------------------------------------------------------------- | ----- | ---------- |
| 1         | 6    | USA            | Christian Coleman, Fred Kerley, Kyree King, Courtney Lindsey            | 37,47 | 0Q0        |
| 2         | 4    | Sydafrika      | Bayanda Walaza, Shaun Maswanganyi, Bradley Nkoana, Akani Simbine        | 37,94 | 0Q0        |
| 3         | 5    | Storbritannien | Jeremiah Azu, Louie Hinchliffe, Richard Kilty, Nethaneel Mitchell-Blake | 38,04 | 0Q0        |
| 4         | 7    | Japan          | Abdul Hakim Sani Brown, Hiroki Yanagita, Yoshihide Kiryu, Koki Ueyama   | 38,06 | 0q0        |
| 5         | 8    | Italien        | Matteo Melluzzo, Marcell Jacobs, Fausto Desalu, Filippo Tortu           | 38,07 | 0q0        |
| 6         | 9    | Australien     | Lachlan Kennedy, Jacob Despard, Calab Law, Joshua Azzopardi             | 38,12 | 0AR0       |
| 7         | 2    | Nigeria        | Favour Ashe, Kayinsola Ajayi, Alaba Akintola, Usheoritse Itsekiri       | 38,20 |            |
| 8         | 3    | Nederländerna  | Onyema Adigida, Taymir Burnet, Nsikak Ekpo, Elvis Afrifa                | 38,48 |            |

#### Kval 2
| Placering | Bana | Nation    | Tävlande                                                                   | Tid   | Noteringar |
| --------- | ---- | --------- | -------------------------------------------------------------------------- | ----- | ---------- |
| 1         | 5    | Kina      | Deng Zhijian, Xie Zhenye, Yan Haibin, Chen Jiapeng                         | 38,24 | 0Q0        |
| 2         | 7    | Frankrike | Méba-Mickaël Zeze, Jeff Erius, Ryan Zeze, Pablo Matéo                      | 38,34 | 0Q0        |
| 3         | 6    | Kanada    | Aaron Brown, Jerome Blake, Brendon Rodney, Andre De Grasse                 | 38,39 | 0Q0        |
| 4         | 8    | Jamaica   | Ackeem Blake, Jelani Walker, Jehlani Gordon, Kishane Thompson              | 38,45 |            |
| 5         | 9    | Tyskland  | Kevin Kranz, Owen Ansah, Yannick Wolf, Lucas Ansah-Peprah                  | 38,53 |            |
| 6         | 3    | Brasilien | Gabriel Garcia, Felipe Bardi, Erik Cardoso, Renan Correa                   | 38,73 |            |
| 7         | 2    | Liberia   | Jabez Reeves, Emmanuel Matadi, John Sherman, Joseph Fahnbulleh             | 38,97 |            |
| –         | 4    | Ghana     | Abdul-Rasheed Saminu, Benjamin Azamati, Ibrahim Fuseini, Joseph Paul Amoah |       | 0DSQ0      |

### Final
| Placering | Bana   | Nation         | Tävlande                                                                 | Tid   | Notering |
| --------- | ------ | -------------- | ------------------------------------------------------------------------ | ----- | -------- |
| 1         | 9      | Kanada         | Aaron Brown, Jerome Blake, Brendon Rodney, Andre De Grasse               | 37,50 |          |
| 2         | 7      | Sydafrika      | Bayanda Walaza, Shaun Maswanganyi, Bradley Nkoana, Akani Simbine         | 37,57 | 0AR0     |
| 3         | 4      | Storbritannien | Jeremiah Azu, Louie Hinchliffe, Nethaneel Mitchell-Blake, Zharnel Hughes | 37,61 |          |
| 4         | 2      | Italien        | Matteo Melluzzo, Marcell Jacobs, Lorenzo Patta, Filippo Tortu            | 37,68 |          |
| 5         | 3      | Japan          | Ryuichiro Sakai, Abdul Hakim Sani Brown, Yoshihide Kiryū, Koki Ueyama    | 37,78 |          |
| 6         | 6      | Frankrike      | Méba-Mickaël Zeze, Jeff Erius, Ryan Zeze, Pablo Matéo                    | 37,81 |          |
| 7         | 8      | Kina           | Deng Zhijian, Xie Zhenye, Yan Haibin, Chen Jiapeng                       | 38,06 |          |
| –         | 5      | USA            | Christian Coleman, Kenny Bednarek, Kyree King, Fred Kerley               |       | 0DSQ0    |
| Källa:    | Källa: | Källa:         | Källa:                                                                   | Vind: | Vind:    |